# تاش‌کسن (بایبورد)
تاش‌کسن {{ترکی|Taşkesen) (به کردی: Xinzeverek) (به ارمنی: Հնձավար) یک منطقهٔ مسکونی در ترکیه است که در بایبورد واقع شده‌است. تاش‌کسن ۱۲۰ نفر جمعیت دارد.